# Palacio de Miraflores
El Palacio de Miraflores es la sede del Gobierno de Venezuela, lugar donde está ubicado el despacho oficial del Presidente de la República, en el centro-oeste de la capital federal de Caracas, a pocas cuadras del Palacio Federal Legislativo. Comenzó a ser construido a mediados de 1884 bajo la dirección del conde italiano Giussepe Orsi de Mombello durante el mandato del presidente Joaquín Crespo (1884-1886), pero fue a partir de 1900 en que empezó a utilizarse como Palacio Presidencial, bajo el gobierno de Cipriano Castro.
A diferencia de otros países, la Vicepresidencia mantiene su despacho en una sede separada, ubicada frente al edificio del antiguo Correo de Carmelitas. El único ente gubernamental que se halla dentro del palacio es el Ministerio del Despacho de la Presidencia. La residencia del presidente y vicepresidente se encuentran fuera de Miraflores. La Residencia Presidencial La Casona está ubicada en la urbanización Santa Cecilia y la Residencia Oficial de La Viñeta (hogar del vicepresidente) dentro del Fuerte Tiuna.

## Historia

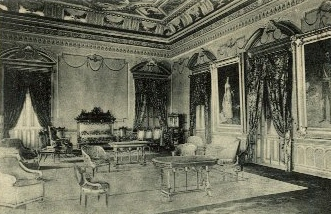
Interior del palacio a principios del.

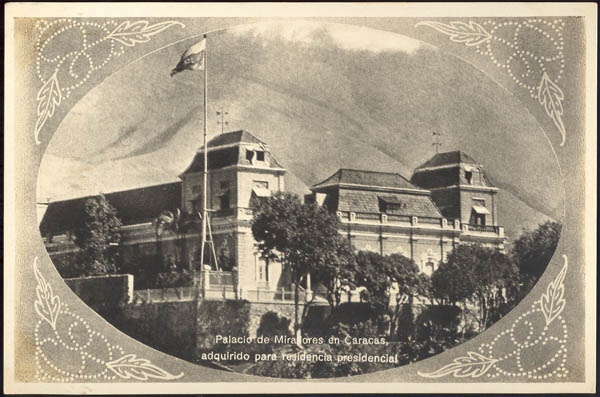
Fachada de Miraflores en el año 1930.

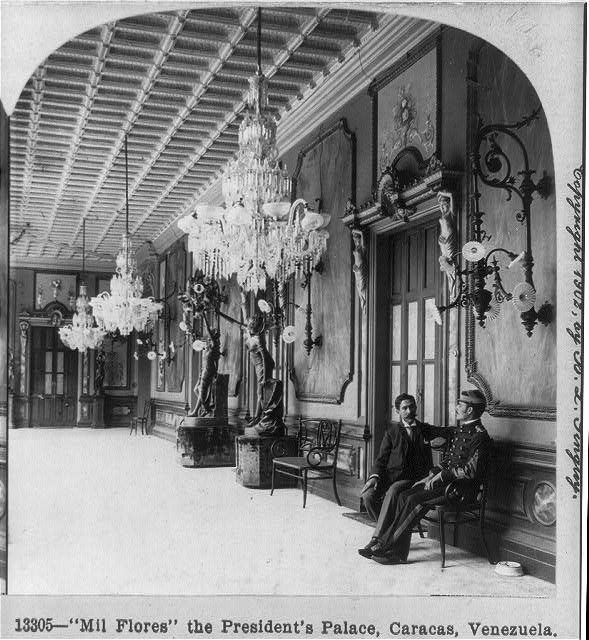
Interior del Palacio de Miraflores en 1903.

El 27 de abril de 1884 el general Joaquín Crespo toma posesión de su cargo como Presidente de la República y en agosto del mismo año compra el terreno de la Hacienda La Trilla, que fue en tiempos coloniales propiedad del Conde de San Javier, para iniciar la construcción de una nueva residencia, donde viviría con su esposa, Jacinta Parejo de Crespo, y sus hijos.
Es por ello que originalmente se le llamó a esta residencia La Trilla, y más tarde se le denominó Miraflores, su nombre actual. Fueron dos los elementos que influyeron en el lento desarrollo de la construcción del palacio. Por un lado, las obligaciones presidenciales que impidieron a Crespo ocuparse directamente del proyecto; y por el otro, lo irregular del terreno, debido a que estaba situado en los bajos de la ladera sur avileña. Más tarde, hacia el año 1887, comienza la segunda etapa histórica de la construcción de Miraflores, la cual se ve afectada por los requerimientos de tiempo y dinero que le exigían a Crespo el logro de sus metas políticas. 
Durante la mayor parte de esa época, Crespo estará fuera del país, lo que dificulta un poco la continuación del proyecto. Sin embargo, en España establece contacto con el constructor Juan Bautista Sales, con quien observa los modelos para la construcción, el diseño de los primeros planos, y contrata a un grupo de artesanos en carpintería, herrería y decoración. Se comenta que durante su estadía en España, Crespo tomó el nombre de Miraflores debido a una Cartuja que existe en la ciudad de Burgos. Una segunda versión indica que Crespo se inspiró en ese nombre a raíz de su exilio en Perú, donde permaneció algún tiempo en una hacienda antigua denominada Miraflores. 
Para el año 1889, cuando Crespo regresa del exilio, se cumple la etapa más favorable en la construcción del palacio, debido a que Crespo le dedicará más tiempo a la continuación y culminación de este proyecto. Incluso, para el año 1892 existen testimonios gráficos de la estructura externa del Palacio, totalmente terminada, identificada con el nombre de La Trilla. En el año 1893, Crespo es elegido nuevamente presidente, luego del triunfo de su Revolución Legalista, hecho favorable para la edificación de Miraflores, pues se puede finalizar la construcción en su parte interna y también atender los detalles finales del proyecto. 
En el año 1897 aparece por primera vez identificada, en el plano de Caracas, la esquina que lleva el nombre de Miraflores, además del área de la edificación. A comienzos de 1898, antes de marcharse al interior, Crespo realiza la última visita al Palacio, y al poco tiempo es asesinado en La Mata Carmelera. Su muerte generaría una etapa difícil en la construcción de Miraflores. Él había dejado numerosas deudas, razón por la cual su patrimonio queda afectado. De esta forma, la viuda de Crespo debió hacer frente a algunas demandas, de las que no escapa Miraflores.

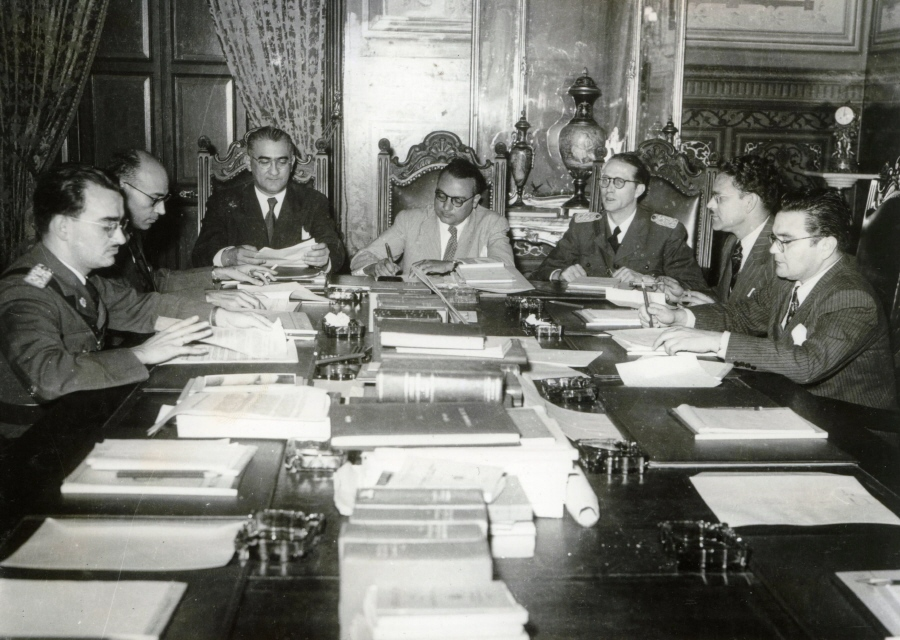
La Junta Revolucionaria de Gobierno durante una reunión en el Salón de los Espejos (denominado actualmente Salón Joaquín Crespo) en 1945.

A raíz del terremoto ocurrido en Caracas el 29 de octubre de 1900, el general Cipriano Castro, ya en el poder, decide alquilar Miraflores como residencia presidencial. Toma tal decisión presionado por el temor que le inspiró el terremoto, pues el sismo lo sorprendió en la Casa Amarilla y tuvo que saltar a la calle desde uno de sus balcones. Miraflores, en cambio, tenía una construcción antisísmica. De esta manera, Castro se convierte en el primer presidente en habitar el Palacio. También, se traslada allí el Despacho del Ministerio de Hacienda y Crédito Público. 

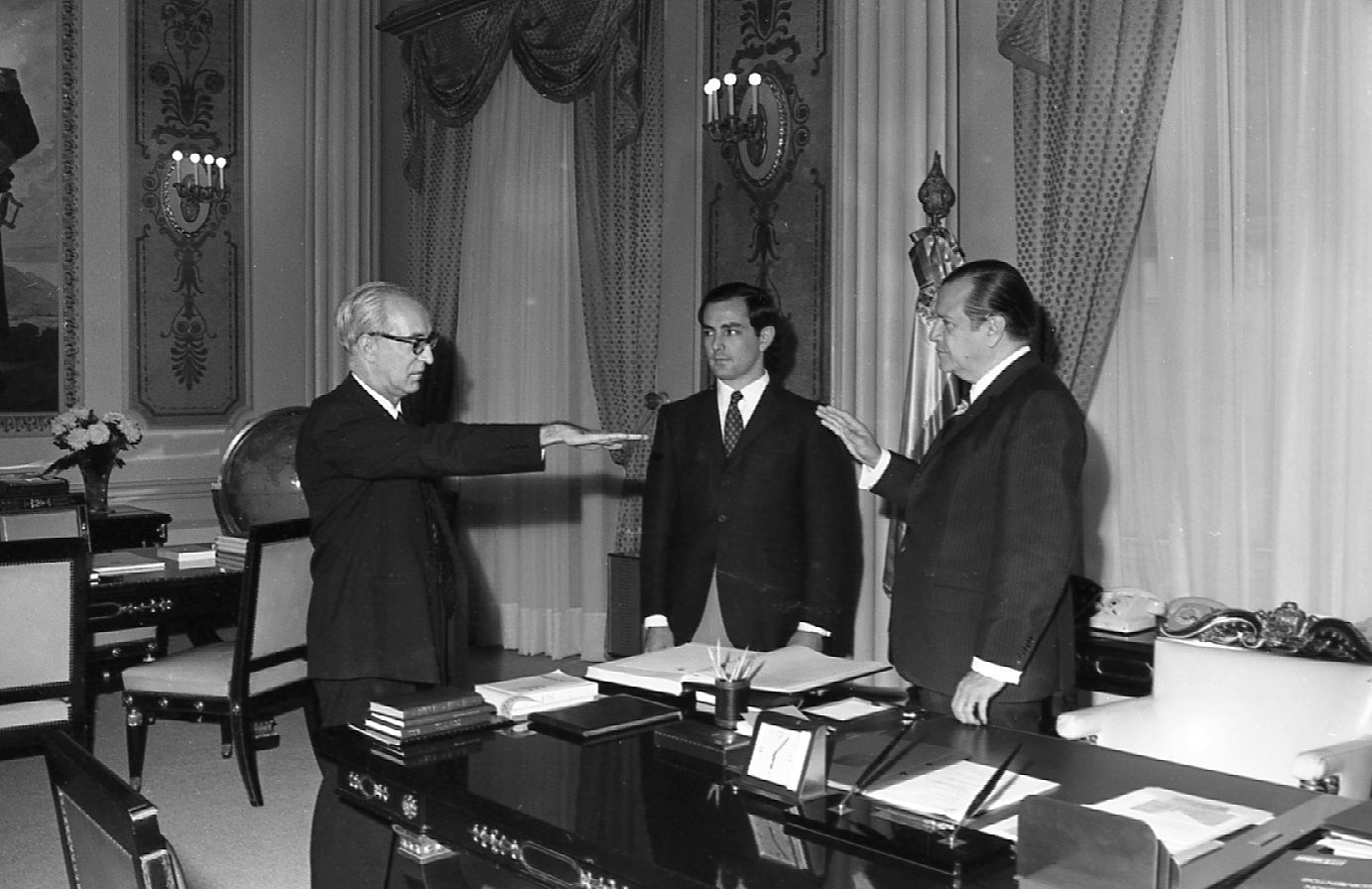
Édgar Sanabria juramentado en el cargo de comisionado especial de la Presidencia de Venezuela, por Rafael Caldera en el despacho presidencial, 1969.

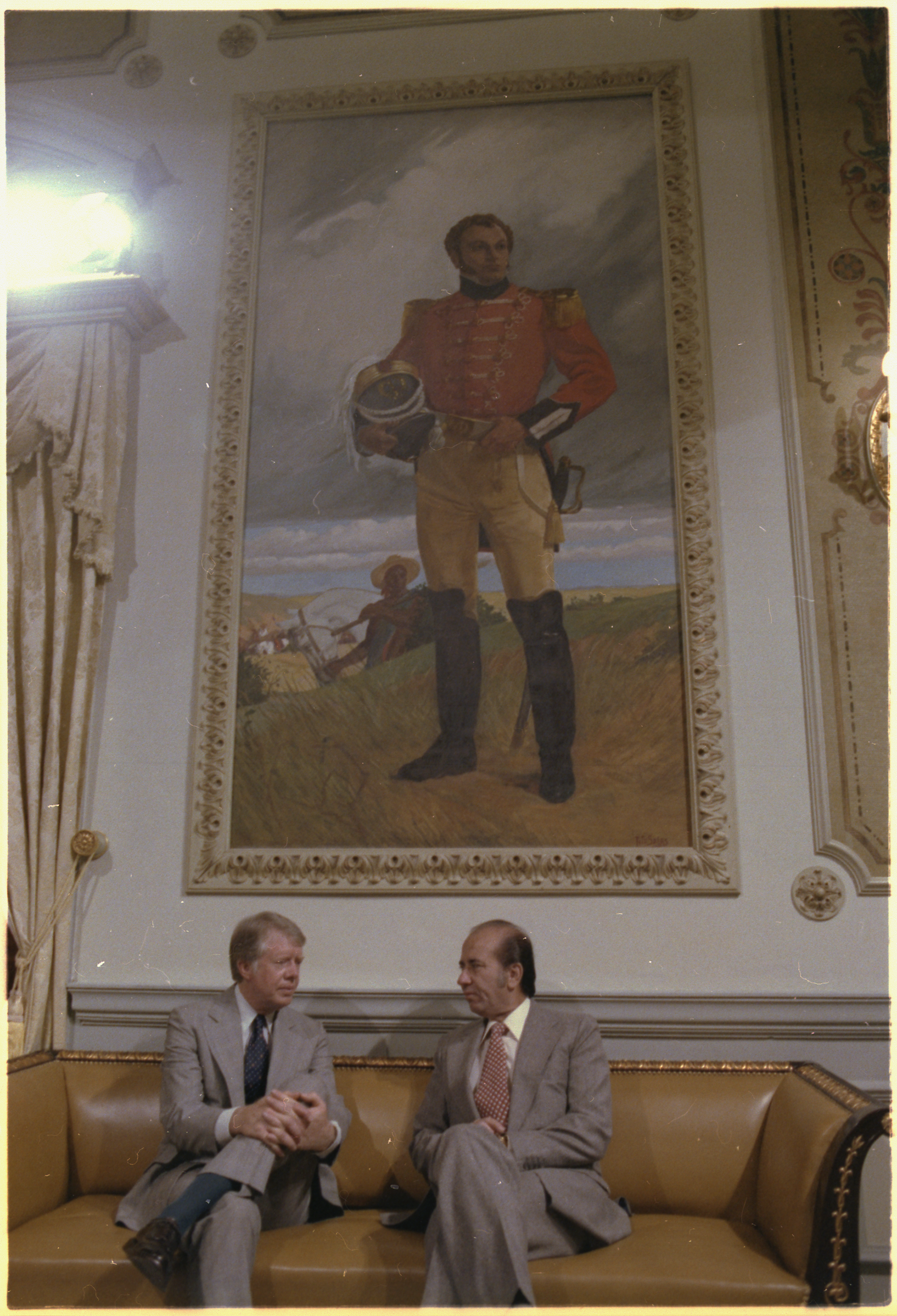
Jimmy Carter, presidente de los Estados Unidos y Carlos Andrés Pérez en el despacho presidencial, 1978.

El 1 de enero de 1901, el Palacio de Miraflores ofreció la primera recepción oficial con motivo del Año Nuevo. Posteriormente, en marzo, la Asamblea Nacional Constituyente aprueba un proyecto mediante el cual se autoriza al Poder Ejecutivo Federal para adquirir la propiedad del Palacio con el objeto de convertirlo en Mansión Presidencial. Entre tanto, la edificación es sometida a remate y, finalmente, el gobierno la adquiere el 19 de junio de 1911, para convertirla en casa presidencial. Poco tiempo después, el general Juan Vicente Gómez se convierte en el primer mandatario que ocupa el Palacio con carácter de residencia oficial. Allí ofrece el general una gran recepción con motivo del Centenario de la Independencia, el 5 de julio de 1911. 
Para el año 1936, el general Eleazar López Contreras se instala en Miraflores y le cambia al Palacio el carácter personalista que le habían atribuido Castro y Gómez, confiriéndole un perfil de Palacio Nacional de Gobierno y residencia oficial de los presidentes de Venezuela. En 1941, el presidente Isaías Medina Angarita ordena la reparación del Despacho Presidencial y mejora los alrededores del Palacio. 
En 1945, Rómulo Betancourt se convierte en el primer mandatario que identifica a Miraflores como la sede donde se refrendan los Decretos Presidenciales, en sustitución del Palacio Federal, como se hacía anteriormente a esta fecha. En 1948, llega al Palacio de Miraflores el primer presidente elegido por voto popular, el novelista Rómulo Gallegos. 
Entre 1948 y 1958, durante la dictadura de la Junta Militar y del General Marcos Pérez Jiménez, el Palacio de Miraflores sufre un grave abandono, incluso se plantea destruir sus instalaciones y reemplazarlo por otra edificación que sirva de sede oficial del gobierno. Para el año 1959, Rómulo Betancourt, primer mandatario constitucional de la nueva etapa democrática, despacha desde Miraflores e inicia una nueva ampliación de algunos salones y ambientes del palacio. 
Años más tarde, en el primer período constitucional de Rafael Caldera (1969-1974) se inicia el levantamiento del Edificio Administrativo. Y en febrero de 1979, el Palacio es declarado Monumento Histórico Nacional. En el periodo del presidente Luis Herrera Campíns (1979-1984), se concluye el Edificio Administrativo y la Plaza Bicentenario y durante la administración de Jaime Lusinchi (1984-1989), se amplia el área correspondiente al Consejo de Ministros. En 1992 la estructura del palacio se vio afectada por los intentos de golpe de Estado del 4 de febrero y 27 de noviembre. 
Entre 1994 y 1999 se emprendió una práctica dirigida a rescatar la dignidad del Palacio de Miraflores como sede oficial del gobierno. Durante algunos años estuvo abierto a visitas guiadas. 
Durante los hechos de abril de 2002, se lleva a cabo una multitudinaria marcha hacia este palacio exigiendo la renuncia del presidente Hugo Chávez. La marcha contra el gobierno fue desviada de su recorrido hacia el palacio presidencial de Miraflores. Ante estos hechos, el presidente Chávez ordenó a los militares activar el Plan Ávila, y la televisora oficial Venezolana de Televisión empezó a realizar llamados a todos los simpatizantes del gobierno a que salieran a «defender la revolución». Para cuando la marcha opositora se acercó a Miraflores, se encontraron con una concentración de apoyo al gobierno y varios efectivos militares. Ocurrieron entonces enfrentamientos armados entre la Policía Metropolitana, el Ejército y grupos, que produjeron varios muertos y heridos resaltando los Sucesos de Puente Llaguno. La presencia de francotiradores y los enfrentamientos con la Policía Metropolitana dejaron 19 muertos y cientos de heridos, tanto opositores como partidarios del oficialismo.
En febrero de 2007 se inauguró una nueva sala de prensa bautizada Simón Bolívar, más amplia y cómoda para realizar conferencias o anuncios importantes por parte de los distintos representantes del gobierno. Durante años se llamó Sala de Prensa Jesús Lossada Rondón, en homenaje al periodista del mismo nombre, quien durante años fue el principal portavoz del acontecer del palacio, a través de su columna «Miraflores a la Vista».
En noviembre de 2012 la Asamblea Nacional aprobó un crédito adicional para la rehabilitación de la fachada del palacio.

## Espacios

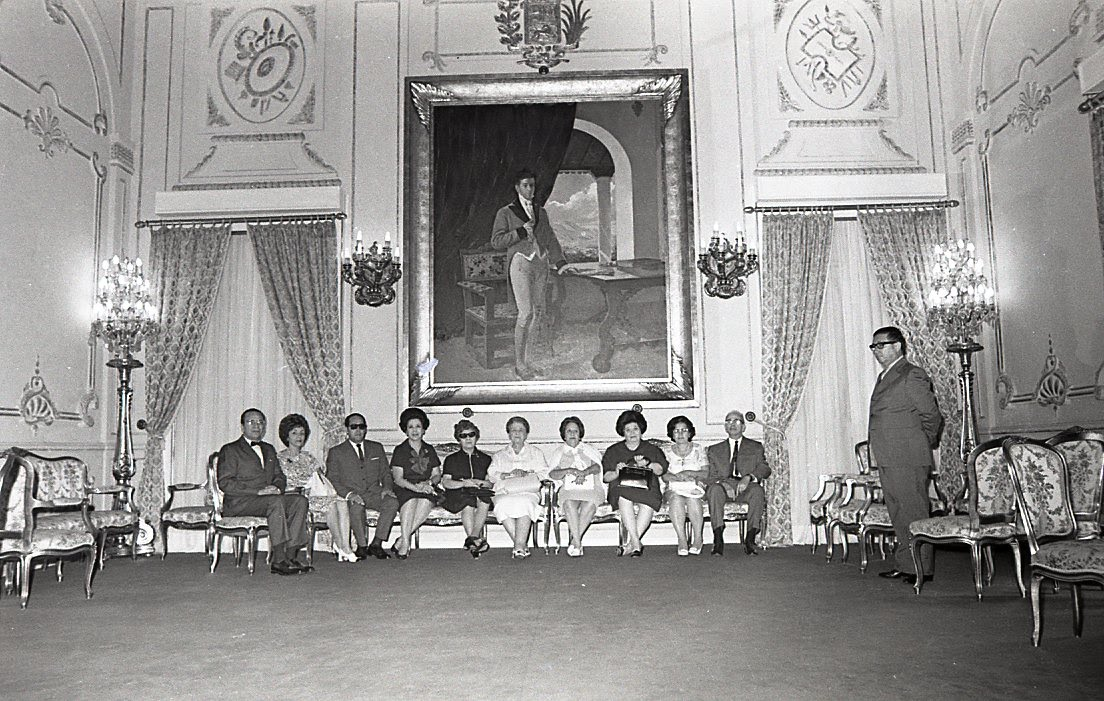
Descendientes del expresidente Joaquín Crespo, durante una visita a Miraflores en 1972.

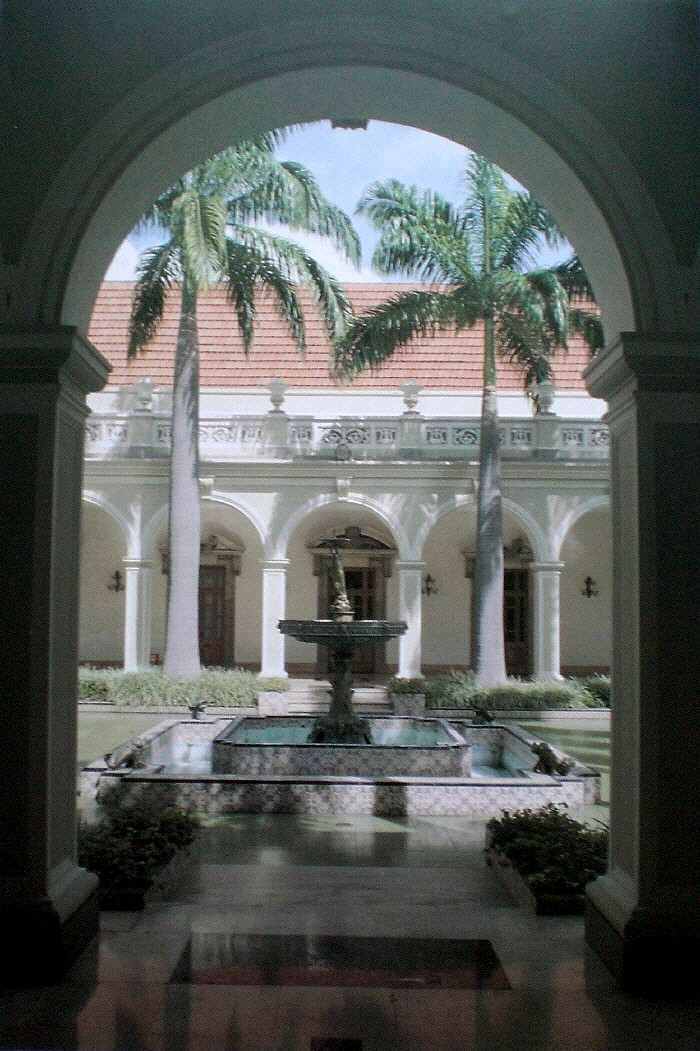
Patio central del Palacio.

### Salón Néstor Kirchner
El área del Salón Néstor Kirchner (antiguamente llamado Salón del Consejo de Ministros) está conformada por el pasillo, la antesala y el salón de reuniones.
El pasillo comunica el corredor de entrada con la antesala. En ambos lados destacan valiosas piezas del patrimonio artístico del palacio. Entrando frente al Salón Pantano de Vargas, se encuentra el «Bolívar» del pintor Cirilo Almeida.
A medio camino, del lado opuesto, sobre un mueble de madera, está colocado un busto del General Carlos Soublette. Frente a la Antesala, en la pared de la izquierda destaca un trabajo en carboncillo del Precursor Francisco de Miranda y hacia la derecha el retrato de José María Vargas, de Alirio Palacios.
La Antesala está conformada por una serigrafía personalizada de El Libertador, realizada por Alirio Palacios; un cuadro titulado «Los Pescadores», de Luisa Palacios (1958); y otro cuadro llamado «La Tempestad», de César Rengifo (1958). Además, en ella se encuentra un mueble decorado con cuarterones de chaflán con cuatro cajones o gavetas, con tiradores de bronce en forma de argolla, típico de la primera mitad del siglo XVIII. 
También existe una réplica en miniatura del monumento levantado en el Campo de Carabobo con motivo del sesquicentenario de la batalla del mismo nombre: la obra «La Patria al Soldado», por Hugo Daini; y un busto del Libertador sobre una columna de mármol gris veteado, que se encuentra a la entrada del Salón de Reuniones.
Salón de Reuniones constituye el área disponible que tienen el presidente, los ministros y otros altos funcionarios para sus reuniones semanales de atención a los asuntos del Estado y relativos al desenvolvimiento de la Administración Pública.
El salón dispone del mobiliario necesario para el desarrollo de las actividades que allí se cumplen; durante muchos años poseyó un cuadro de Bolívar, pintado por el colombiano José María Espinosa, el cual fue trasladado en 2015 al Salón Simón Bolívar. En 2011 este salón fue bautizado en homenaje al expresidente argentino Néstor Kirchner e inaugurado su retrato, obra del pintor Édgar Álvarez.

### Salón de los Embajadores
Al entrar al Palacio por el acceso principal, destinado a los visitantes, se encuentra este pequeño salón, cuyo nombre se debe a que es el sitio donde los Embajadores aguardan la llegada del Presidente de la República, antes de acceder al Salón Sol del Perú. Igualmente, se utiliza como salón de recepción de otras distinguidas personalidades.
Desde finales de 1996, el salón está presidido por retratos de los primeros dueños del Palacio, el general Joaquín Crespo Torres y su esposa, Jacinta Parejo de Crespo, dos obras del pintor Martín Tovar y Tovar.
Del mismo modo, se encuentran en la pared opuesta dos cuadros del pintor Julián Oñate, denominados «Paje con Flores» y «Paje con Frutas». Además, se pueden apreciar dos bustos con base de mármol, uno de Simón Bolívar y otro de Napoleón Bonaparte. También, se encuentran dos piezas evocadoras de los músicos Ludwig van Beethoven y Richard Wagner.
En la pared del fondo del salón se encuentran dos Venus, una de mármol blanco con el torso semidesnudo y el pecho cubierto parcialmente por guirnaldas que sus manos sostienen; la otra tiene el torso totalmente desnudo, pero con la cabeza levemente inclinada hacia la izquierda y los brazos estirados hacia adelante.
En el mobiliario del salón prevalece el estilo Imperio, decoraciones pompeyanas, y todo el piso es de parqué. El techo del salón es un artesonado, obra de artistas catalanes e italianos contratados por Crespo.

### Salón Boyacá
Es uno de los salones más amplios del Palacio, y su nombre obedece a la batalla librada por el Libertador Simón Bolívar contra el coronel José María Barreiro, el 7 de agosto de 1819, luego de la cual quedó libre la mayor parte del territorio neogranadino. Fue construido a comienzos de los años sesenta y desde entonces es un espacio que se utiliza para encuentros y reuniones de trabajo, especialmente cuando a ellas concurren numerosas personas. En ciertas oportunidades se han celebrado en este salón las sesiones de los gabinetes sectoriales, al igual que almuerzos y agasajos de todo tipo para homenajear a diversas personalidades tanto nacionales como extranjeras. En la decoración del salón predomina el suelo parqué y los techos y zócalos adornados con piezas, molduras y motivos en madera. En la pared del fondo se observa un cuadro del pintor y muralista Gabriel Bracho, quien representa con su característico estilo la gesta heroica en el puente de Boyacá. Los rostros de Bolívar, Santander y José Antonio Anzoátegui ponen de manifiesto la acción protagónica de estos personajes en dicha batalla. El cuadro fue inaugurado por el presidente Rafael Caldera durante su primer gobierno, el 1 de agosto de 1973. 
En el otro extremo, a los lados de la puerta adyacente al pasillo que conduce al salón del Consejo de Ministros, se encuentran dos bustos: uno representa al General José Antonio Anzoátegui, héroe de Boyacá, y el otro al humanista Andrés Bello.

### Salón Pantano de Vargas
Es un ambiente rectangular y su nombre se debe a la victoria obtenida por Bolívar el 25 de julio de 1819 en el sitio del mismo nombre, durante el desarrollo de la Campaña Libertadora de la Nueva Granada. El área se utiliza como sala de espera por las personas que van a participar en alguna ceremonia en el Salón Simón Bolívar y para visitantes en general. 
En el salón se lleva a cabo la presentación de algunos libros publicados por la Presidencia y otras instituciones de gobierno. Asimismo, se realizan actos para homenajear a diversas personalidades de la vida nacional.
Desde 1995, gracias a un convenio celebrado entre el Ministerio de la Secretaría de la Presidencia de la República y la Galería de Arte Nacional, el salón se ha convertido en un lugar donde periódicamente se exponen algunas colecciones de obras propiedad de la galería.
Además, en este salón se pueden apreciar algunas de las sillas presidenciales utilizadas por: José Antonio Páez, Antonio Guzmán Blanco, Joaquín Crespo y Juan Vicente Gómez. El mobiliario lo completan diez piezas entre sillones y sillas, dos consolas y un piano de pared en madera oscura. El piso es de mosaico y el techo es cruzado por vigas de madera oscura.

### Salón Simón Bolívar

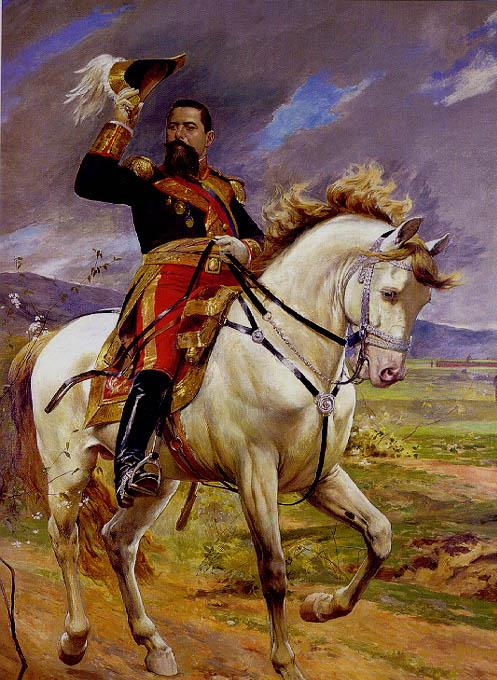
Retrato ecuestre del general Joaquín Crespo (1897) por Arturo Michelena.

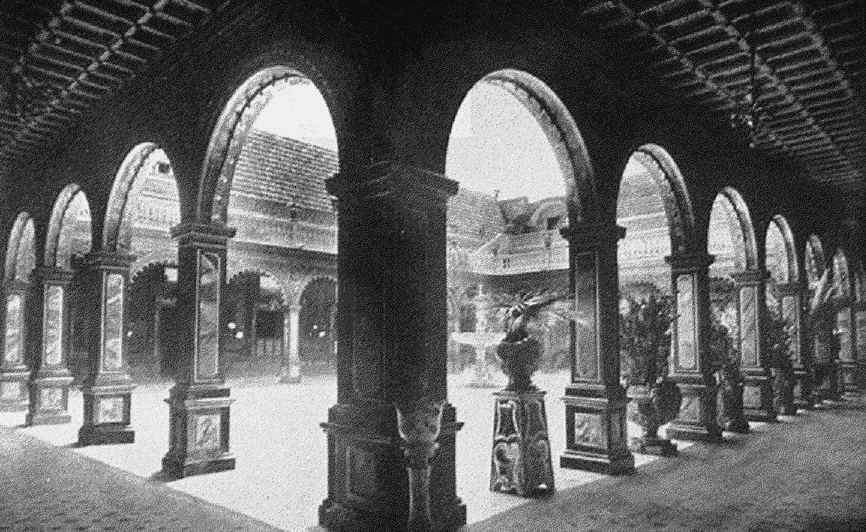
Pasillos y Patio Central de Miraflores en 1924.

El Salón Simón Bolívar se utiliza para reuniones del presidente con su gabinete y comitivas diplomáticas, también es lugar para el nombramiento de nuevos ministros y embajadores. Este salón se caracteriza por una mesa larga custodiada en la parte principal de dos grandes cuadros que se encuentran detrás del espaldar presidencial.
El nombre tradicional, Salón de los Espejos, fue reemplazado por orden del presidente Hugo Chávez por el de Salón Joaquín Crespo y posteriormente, durante el gobierno de Nicolás Maduro, empezó a llamarse Salón Simón Bolívar. En sus paredes cuelgan obras de Julián Oñate y Juárez y de Arturo Michelena. El retrato de Bolívar del pintor José María Espinoza, ubicado tradicionalmente en el Salón del Consejo de Ministros, fue trasladado a este recinto en el año 2015.

### Salón Sol del Perú
Es una de las salas más representativas del palacio. Se utiliza principalmente para la acreditación diplomática y eventos especiales. En su decorado destaca un sol de oro donado por el gobierno peruano, así como las pinturas «El Día» y «La Noche», de Arturo Michelena; un retrato ecuestre de Simón Bolívar (1936) y un retrato del primer presidente de Venezuela, Cristóbal Mendoza, ambos de Tito Salas. El Bolívar de Salas fungió como cuadro principal de la sala, pero fue reemplazado en la más reciente restauración por un retrato de Antonio José de Sucre.

### Salón Ayacucho
Este salón se encuentra en el edificio administrativo, es utilizado para la mayoría de los mensajes presidenciales en cadena de radio y televisión. El salón se caracteriza por ser de paredes de madera color caoba, posee espacio para aproximadamente entre 200 o 250 personas que se ubican al frente del podio donde el presidente se presenta al país. Es también escenario para el recibimiento de jefes de Estado y de Gobierno, así como para el otorgamiento de la Orden del Libertador a distintas personalidades del mundo político, cultural e institucional que recibe este galardón. El Salón Ayacucho se caracteriza por llevar al frente un cuadro del Libertador Simón Bolívar, este se encuentra detrás del escritorio donde el jefe de Estado de la nación se presenta al país.

### Despacho Presidencial
En este despacho se puede apreciar una decoración en donde predomina el estilo Imperio que contrasta perfectamente con el mobiliario y los adornos. Hay un busto de Andrés Bello y un busto de bronce de Simón Bolívar, que lleva en el cuello una medalla con el rostro de George Washington.
Espacio distribuido según las siguientes áreas:
- Antesala del despacho: es un espacio amplio que se encuentra contiguo a la puerta del Despacho Presidencial. Constituye una de las áreas donde aún se conservan restos del piso original del Palacio. En ella destaca un cuadro del General José Antonio Páez, de autor anónimo y una escultura de Pedro Básalo titulada «La República de Venezuela». La decoración la completa un escritorio, una silla estilo Imperio y un gran espejo con marco dorado.
- Oficina del presidente: está presidida por el escudo nacional y en las paredes destacan cuatro cuadros de Tito Salas: «El Libertador Simón Bolívar», «El Mariscal Antonio José de Sucre», «El General Rafael Urdaneta» y «El General José Antonio Páez», principales héroes de la Independencia de Venezuela.
- Despacho del Secretario Privado: es un ambiente configurado de acuerdo a las tareas que allí se emprenden. Cuenta con un cuadro de Jacobo Borges titulado «La Novia» (1975), «Un Paisaje de Caracas» (1996) de Gabriel Bracho y «Un Paisaje del Avila», de Pedro Ángel González.

### Capilla
Es un oratorio católico, de espacio muy reducido, adyacente al Salón de los Embajadores. Conserva el piso original del palacio (mosaico pintado a mano). La pared del fondo posee en la parte superior una imagen del Corazón de Jesús, ornada y magnificada con rayos colocados a su espalda. También se encuentran aquí las imágenes de San Juan Bautista y la Inmaculada Concepción. En la parte inferior, están dos imágenes dispuestas a los lados del altar, San Judas Tadeo, del lado izquierdo y San Simón el Cananeo, del derecho.
Hay un Altar que posee un Crucifijo, algunas ánforas y unos candelabros de bronce. Frente al altar, existen cuatro reclinatorios y una mesa de madera pulida con labrado en el borde. El espacio superior del altar posee un vitral con el Corazón de Jesús y al lado un motivo y una placa, recordatorios de la primera visita del Papa Juan Pablo II a Venezuela y una pila bautismal en mármol blanco.
En la pared izquierda existen cuatro cuadros, donde aparecen las imágenes de San Antonio de Padua, Santa Catalina de Siena, Santa Rita de Casia y el Santísimo Expuesto en la Custodia.

## Edificios adyacentes

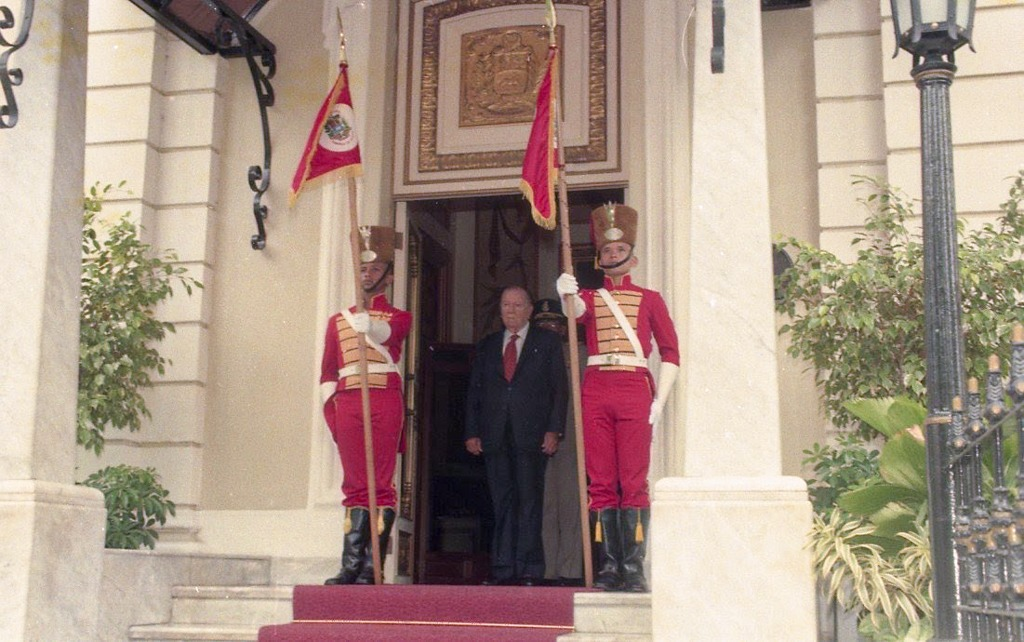
«Puerta Dorada» del palacio en 1998.

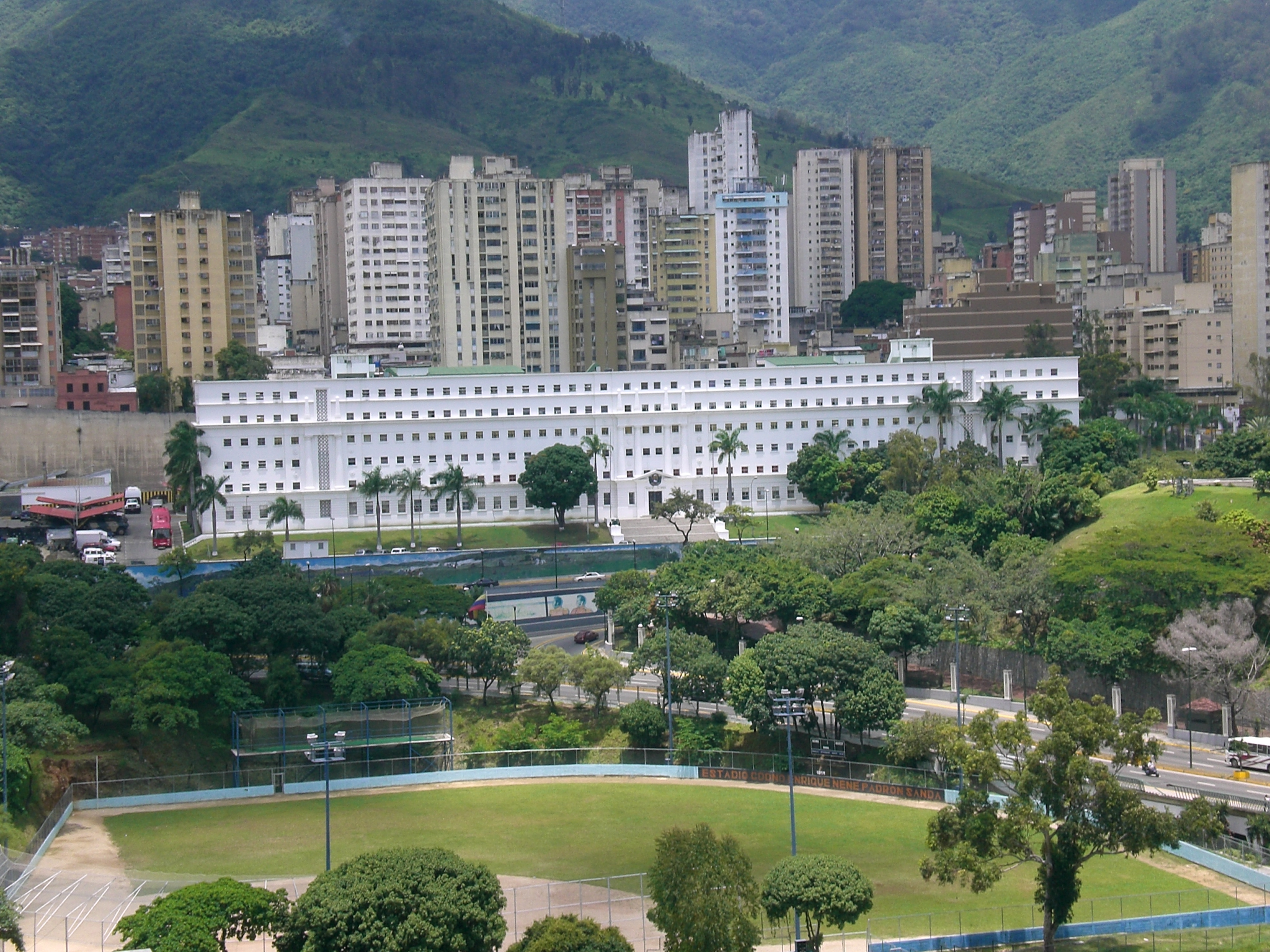
El Cuartel General de División Fernando Rodríguez del Toro alberga a la Guardia de Honor Presidencial.

### Palacio Blanco y Cuartel de la Guardia de Honor
Tanto el Palacio Blanco como el Cuartel de la Guardia de Honor son obra del arquitecto Luís Malaussena Andueza. Ambos proyectos responden a un estilo neoclásico, académico y retórico. Fueron inaugurados el 2 de diciembre de 1956, durante la dictadura de Pérez Jiménez. En el tope de este edificio se pueden observar cuatro estatuas que simbolizan: la justicia, las leyes la labor y las ciencias, hechas por el escultor italiano Hugo Daini. 
- Salón de Gobernadores:

Es un amplio cuadrilátero que se encuentra en la planta baja del Palacio Blanco. En este salón se realizan diversas reuniones de trabajo. Se llevan a cabo algunos actos de reconocimiento masivo al personal. De igual forma, se realizan operativos para beneficio de los empleados y obreros, tales como la actualización de documentos.
El salón está presidido por un cuadro de Simón Bolívar (1956) pintado por Luis C. Gyory, y un original de Paulín Guerín de 1843; en el otro lado se encuentra el escudo nacional.
Entre los elementos que decoran las paredes del salón se encuentran 24 vitrales: 22 representan los estados del país (con el croquis correspondiente a cada entidad y el escudo nacioanl), otro corresponde al Distrito Capital y el último muestra el rostro del Libertador. Sus paredes están totalmente cubiertas con madera acabada, al igual que las dos columnas. El piso lo cubre una alfombra azul.
- Salón de la Patria:

Se encuentra en el Edificio del Regimiento de la Guardia de Honor «General de División Fernando Rodríguez del Toro». En 1980 es inaugurado bajo el nombre de «Altar a los Dioses de la Libertad» y, posteriormente, adopta el nombre actual. Este salón representa la Historia de Venezuela desde sus inicios hasta la era del progreso y los adelantos tecnológicos. Al entrar al salón se observa un homenaje a los países bolivarianos.

### Edificio Bicentenario
Construido durante la presidencia de Luis Herrera Campíns, contiene varios salones de reuniones, la sala de prensa presidencial, así como distintas dependencias administrativas del Ministerio de la Secretaría de la Presidencia y oficinas de algunos ministros.
- Salón Rojo:

Se denomina así debido al color que tiene el piso del recinto. Es una sala de usos múltiples apropiada para reuniones de trabajo. A su lado se encuentra un amplio salón donde se organizan conferencias, talleres y algunos actos de corte cultural, religioso y de reconocimiento al personal.
- Galería Sur:

Durante muchos años allí se encontraban las instalaciones del Archivo Histórico de Miraflores. En este recinto se guardan todos los documentos históricos de la Presidencia de la República. Desde aquí se publica y distribuye el Boletín del Archivo Histórico. A finales de la década de 1990, también se inició la publicación de las Actas del Consejo de Ministros.
- Plaza Bicentenario:

Diseñada por el arquitecto Oscar Tenreiro, fue inaugurada el 29 de abril de 1983, a propósito del bicentenario del nacimiento de Bolívar. Está situada en la parte sur del Palacio de Miraflores y tiene una extensión de ocho mil metros cuadrados, cubierta de adobones.
Este amplio espacio permite la realización de una serie de actividades especiales propias del personal del Ministerio de la Secretaría. También sirve de escenario para espectáculos semanales de recreación y esparcimiento públicos. La plaza contiene un Mural («Raíces de la Libertad», de Braulio Salazar), una fuente que a manera de cortina de agua se desliza por la pared sur y un trabajo de cerámica general de plaza a cargo del artista Ricardo Ceruzzi.

## Archivo Histórico de Miraflores

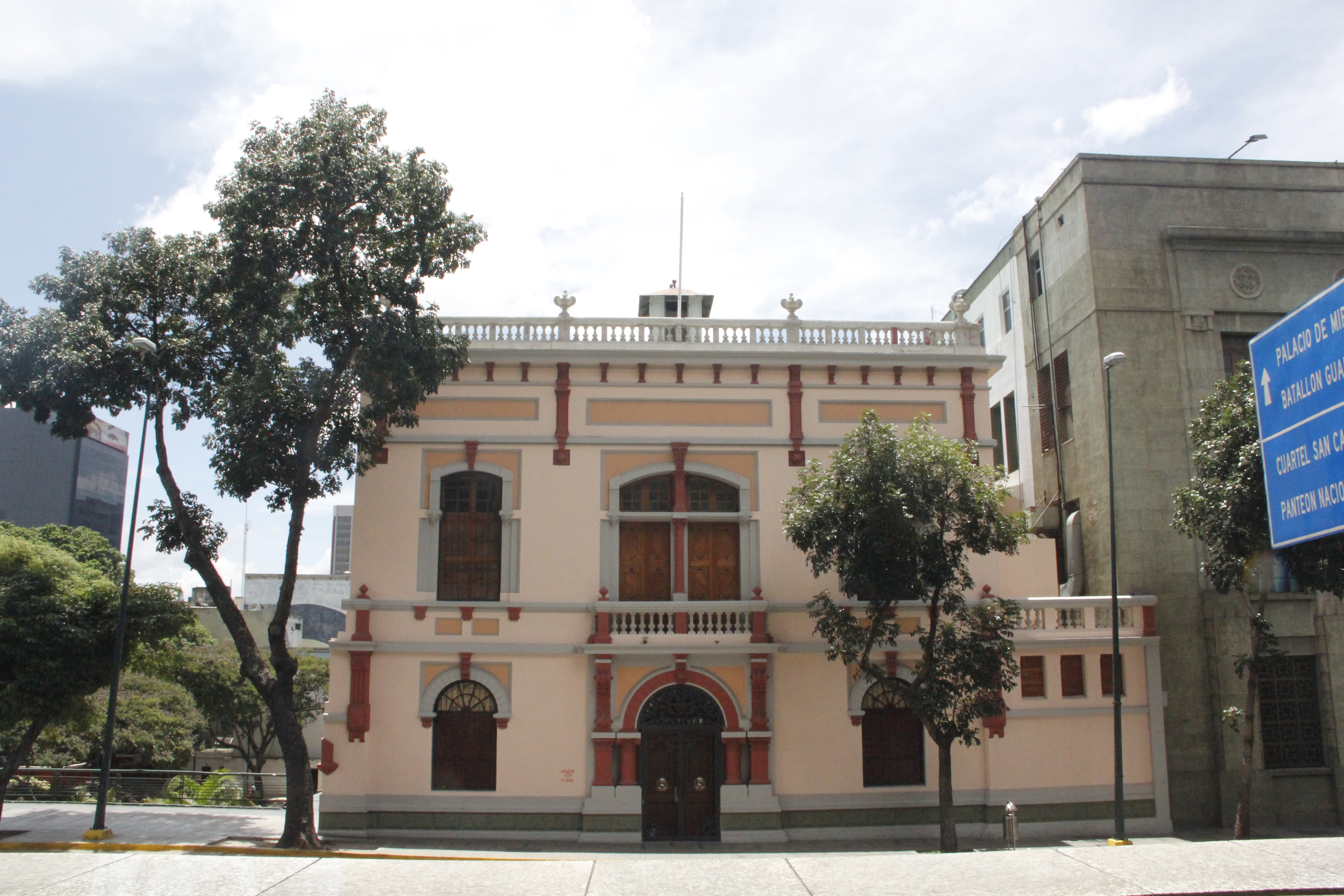
El Archivo Histórico de Miraflores entre las esquinas de Santa Capilla y Carmelitas.

Tiene como principal función la de conservar los documentos de los presidentes de Venezuela a partir del gobierno de Cipriano Castro (1899-1908) hasta la actualidad. Compuesto por un registro de más de quince millones de páginas, el Archivo Histórico de Miraflores fue concebido por el historiador y político Ramón José Velásquez, durante sus años como Secretario de la Presidencia en el segundo gobierno de Rómulo Betancourt (1959-1964). Después de descubrirse en el sótano del Cuartel de la Guardia Presidencial una serie de papeles correspondientes a los gobiernos de Castro y Juan Vicente Gómez (1908-1935), se decidió recuperar y organizar un archivo que comprendiera toda la documentación generada por la Presidencia de la República. Todo este registro, organizado de manera cronológica y por administración, se ha publicado sistemáticamente en el Boletín del Archivo Histórico de Miraflores.
Durante muchos años estuvo ubicado en el edificio administrativo de la zona sur del palacio. En 2016 fue mudado a la antigua sede del Archivo General de la Nación, entre las esquinas de Santa Capilla y Carmelitas.